# 허성관
허성관(許成寬, 1947년 11월 12일 ~ )은 대한민국의 제10대 해양수산부 장관과 제6대 행정안전부 장관을 지낸 정무직공무원이다.

## 학력
- 광주서석초등학교 졸업
- 광주서중학교 졸업
- 광주제일고등학교 졸업
- 동아대학교 상학과 학사
- 뉴욕 주립 대학교 버팔로 대학원 경영학 석사
- 뉴욕 주립 대학교 버팔로 대학원 경영학 박사

## 경력
- 1970 ~ 1976: 한국은행 근무
- 1978 ~ 1979: 산업연구원 책임연구원
- 미국 뉴욕주립대학교 교수
- 동아대학교 경영대학 경영학 교수
- 동아대학교 경영문제연구소장
- 1990 ~ 1998: 부산경제정의실천시민연합 정책연구분과위원회 위원장
- 1999: 기획예산처 정부투자기관운영위원회 민간위원
- 2002.12: 제16대 대통령직인수위원회 경제제1분과위원회 위원
- 2003.02 ~ 2003.09: 제10대 해양수산부 장관
- 2003.09 ~ 2005.01: 제6대 행정자치부 장관
- 2006.02 ~ 2008.06: 제4대 광주과학기술원장
- 제1대 광주전남연구원 원장
- 경기연구원 이사장
- 2018.09 ~ : 제4대 롯데장학재단 이사장 겸 롯데복지재단 이사장

## 가족 관계
- 동생 허성무: 정당인, 경상남도 창원시장(더불어민주당)